# William Greer

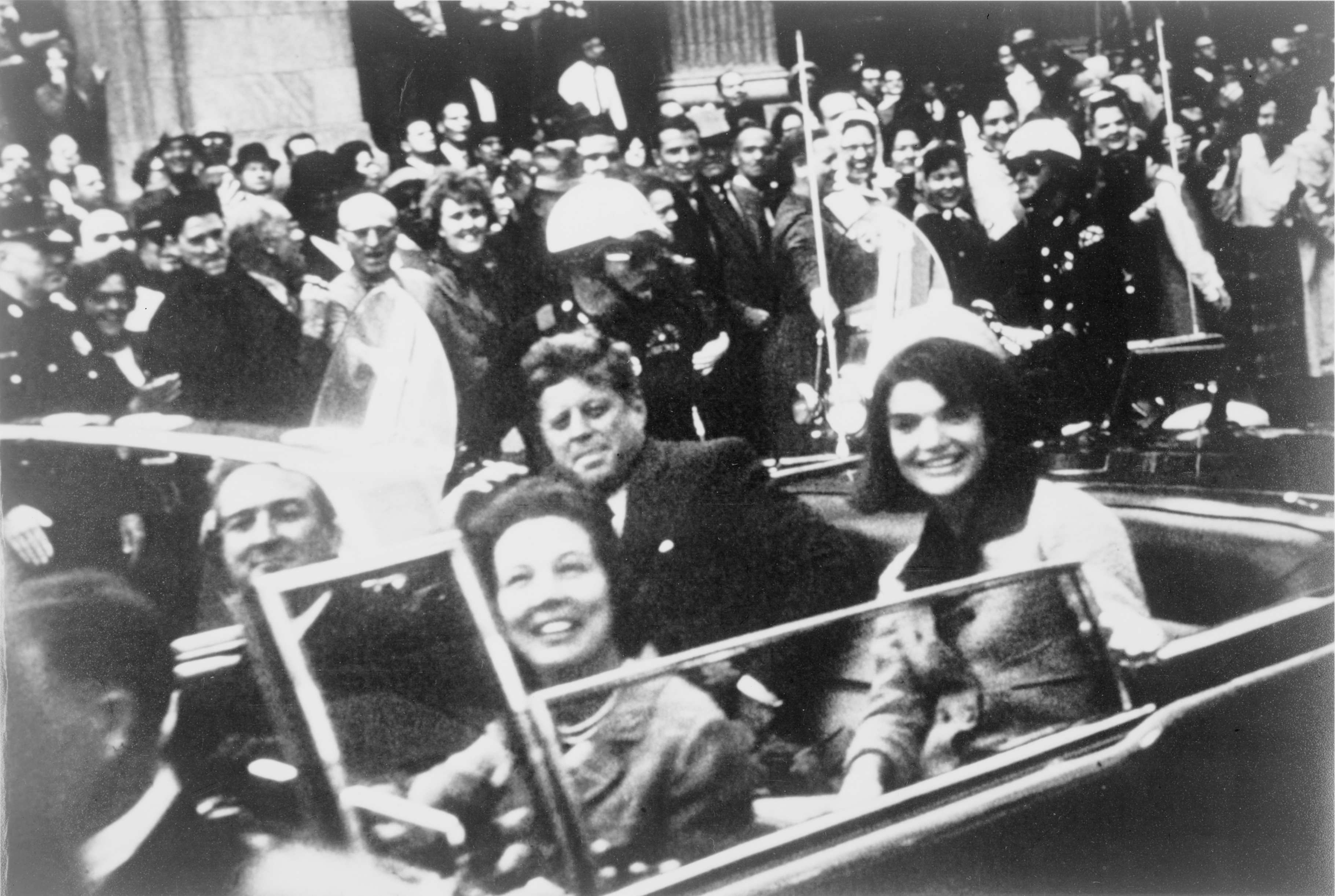
Der Wagen von John F. Kennedy wenige Augenblicke vor seiner Ermordung. William Greer als Fahrer ganz links unten (das Gesicht ist halb verdeckt).

William Robert Greer (* 22. September 1909 in Stewartstown, County Tyrone, Irland; † 23. Februar 1985 in Waynesville, North Carolina) war ein US-amerikanischer Sicherheitsbeamter, der Bekanntheit erlangte als Fahrer des Wagens, in dem John F. Kennedy am 22. November 1963 in Dallas ermordet wurde.

## Leben

### Frühe Jahre
William Greer wurde in Irland geboren, wo er eine Public School besuchte und dann auf einer Farm arbeitete. 1930 emigrierte er in die USA, wo er als Chauffeur Arbeit fand. Nach dem Bombardement von Pearl Harbor am 7. Dezember 1941 leistete er in der US-Marine seinen Militärdienst. Nach dem Zweiten Weltkrieg trat er im Oktober 1945 dem United States Secret Service bei. 1951 wurde er Mitarbeiter des Weißen Hauses, und in den nächsten dreizehn Jahren war er Fahrer von Harry S. Truman, Dwight D. Eisenhower und zuletzt John F. Kennedy.

### Das Attentat
Am 22. November 1963 chauffierte Greer Präsident Kennedy durch Dallas. Mit im Wagen, einem dunkelblauen 1961er Lincoln Continental X-100 mit offenem Verdeck, saßen die First Lady Jackie Kennedy ganz hinten, der Gouverneur John Connally mit seiner Frau Nellie in der mittleren Reihe und der Secret Service „senior agent“ Roy Kellerman als Greers Vorgesetzter auf dem Beifahrersitz. Beim Abbiegen von der Elm Street in die Dealey Plaza wurde der Wagen beschossen. Greer steuerte den Wagen nach links und verlangsamte die Fahrt, um sich nach dem Präsidenten umzusehen. In diesem Moment traf ein weiterer Schuss Kennedy in den Kopf. Darauf bzw. auf Kellermans Anweisung raste Greer zum vier Meilen entfernten Parkland Memorial Hospital, wo der Tod des Präsidenten festgestellt wurde.
Für das Verlangsamen des Wagens wurde Greer in der Folge von mehreren Augenzeugen kritisiert. Senator Ralph Yarborough, der gemeinsam mit Vizepräsident Lyndon B. Johnson in einem Wagen hinter Kennedy fuhr, bemerkte, Geheimdienst-Mitglieder sollten eigentlich darauf trainiert sein, schnell zu reagieren, wenn sie einen Schuss hörten. Auch Kennedys Assistent Kenneth O’Donnell kritisierte Greers Reaktionen und fragte sich, ob Kennedy noch leben würde, wenn der Chauffeur rechtzeitig beschleunigt hätte. Noch am 22. November bat Greer die Witwe des Präsidenten um Verzeihung für sein Fehlverhalten. Auf Jackie Kennedys Wunsch steuerte Greer den Wagen, mit dem der Leichnam des Präsidenten zur Obduktion ins Bethesda Naval Hospital nach Maryland gebracht wurde.
Vor der Warren-Kommission, die den Auftrag hatte, das Attentat zu untersuchen, sagte Greer später aus, er habe drei Schüsse gehört, die alle von hinten kamen, das heißt von dem Schulbuchdepot, in dem der mutmaßliche Mörder Kennedys, Lee Harvey Oswald, arbeitete.

### Letzte Jahre
Wegen seines Verhaltens beim Attentat erfuhr Greer in der Folgezeit keinerlei dienstliche Nachteile. Er blieb beim Secret Service, bis er wegen eines chronischen Magengeschwürs, das sich nach dem Attentat verschlimmert hatte, vorzeitig aus dem Dienst ausschied. 1973 siedelte er nach Waynesville im Haywood County in North Carolina um, wo er 1985 an Krebs starb.